# Godzilla: Save the Earth
Godzilla: Save the Earth est un jeu vidéo de combat développé par Pipeworks Software et édité par Atari Inc., sorti en 2004 sur PlayStation 2 et Xbox.

## Accueil
- GameSpot : 6/10[1]
- IGN 6.5/10[2]
- Jeuxvideo.com : 7/20[3]